# Chạy 100 yard

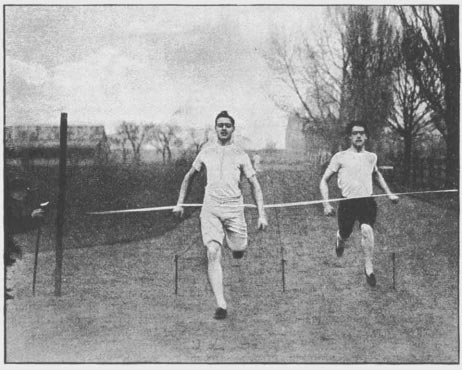
Sân 100 yard tại Câu lạc bộ điền kinh Detroit ở Detroit, Michigan - 1888

Chạy 100-yard là một nội dung điền kinh có chiều dài 100 yard hay 91,44 mét. Nội dung này từng được tổ chức tại Đại hội thể thao Khối Thịnh vượng chung cho tới năm 1966, và nằm trong danh sách các môn trong mười môn phối hợp của Thế vận hội vào năm 1904. Nội dung này thường không được đưa ra tranh tài tại các giải đấu quốc tế (vì đã có chạy 100 mét). Tuy nhiên nó đôi khi vẫn được tổ chức trong các giải điền kinh tại Hoa Kỳ.

## Top 25 mọi thời đại
Chỉ tính kết quả tình giờ tự động.
- + = một phần của cuộc đua 100 m
- A = ảnh hưởng độ cao
- nw = không tính gió

### Nam
- Tính đến tháng 2 năm 2017.[1]

| XH | Thời gian | Gió (m/s) | Vận động viên    | Quốc tịch            | Ngày                | Địa điểm     | Nguồn |
| -- | --------- | --------- | ---------------- | -------------------- | ------------------- | ------------ | ----- |
| 1  | 9.07+     | –0.5      | Asafa Powell     | Jamaica              | 27 tháng 5 năm 2010 | Ostrava      | [ 2 ] |
| 2  | 9,10+     | –0,4      | Justin Gatlin    | Hoa Kỳ               | 17 tháng 6 năm 2014 | Ostrava      | [ 3 ] |
| 3  | 9,14+     | –0,2      | Usain Bolt       | Jamaica              | 31 tháng 5 năm 2011 | Ostrava      | [ 2 ] |
| 4  | 9,19+     | –0,2      | Steve Mullings   | Jamaica              | 31 tháng 5 năm 2011 | Ostrava      | [ 2 ] |
| 5  | 9,21 A    | +1,5      | Charles Greene   | Hoa Kỳ               | 16 tháng 6 năm 1967 | Provo        |       |
| 6  | 9,29+     | –0,2      | Kim Collins      | Saint Kitts và Nevis | 31 tháng 5 năm 2011 | Ostrava      | [ 2 ] |
| 6  | 9,29+     | –0,4      | Mike Rodgers     | Hoa Kỳ               | 17 tháng 6 năm 2014 | Ostrava      | [ 3 ] |
| 8  | 9,30+     | –0,2      | Daniel Bailey    | Antigua và Barbuda   | 31 tháng 5 năm 2011 | Ostrava      | [ 2 ] |
| 8  | 9,30      | +0.9      | Houston McTear   | Hoa Kỳ               | 9 tháng 5 năm 1975  | Winter Park  |       |
| 8  | 9,30      | +1,6      | Linford Christie | Anh Quốc             | 8 tháng 7 năm 1994  | Edinburgh    |       |
| 11 | 9,32 A    | +1,5      | Lennox Miller    | Jamaica              | 16 tháng 6 năm 1967 | Provo        |       |
| 12 | 9,33 A    | 0.0       | Clifford Outlin  | Hoa Kỳ               | 6 tháng 6 năm 1975  | Provo        |       |
| 12 | 9,33      | +1,6      | Johnny Jones     | Hoa Kỳ               | 19 tháng 3 năm 1977 | Austin       |       |
| 12 | 9,33      | +1,2      | Jon Drummond     | Hoa Kỳ               | 30 tháng 4 năm 1994 | Philadelphia |       |
| 15 | 9,34+     | –0,4      | Isiah Young      | Hoa Kỳ               | 26 tháng 5 năm 2015 | Ostrava      | [ 4 ] |
| 15 | 9,34      | +1,9      | Reggie Jones     | Hoa Kỳ               | 7 tháng 6 năm 1974  | Austin       |       |
| 17 | 9,35      | nw        | Bob Hayes        | Hoa Kỳ               | 22 tháng 6 năm 1962 | Walnut       |       |
| 17 | 9,35      | nw        | Bill Collins     | Hoa Kỳ               | 2 tháng 5 năm 1974  | Austin       |       |
| 17 | 9,35 A    | –1,1      | Hasely Crawford  | Hoa Kỳ               | 6 tháng 6 năm 1975  | Provo        |       |
| 20 | 9,36      | +0.5      | Frank Budd       | Hoa Kỳ               | 24 tháng 6 năm 1961 | New York     |       |
| 20 | 9,36      | +1,2      | Andre Cason      | Hoa Kỳ               | 30 tháng 4 năm 1994 | Philadelphia |       |
| 20 | 9,36      | +1,6      | Sam Jefferson    | Hoa Kỳ               | 8 tháng 7 năm 1994  | Edinburg     |       |
| 23 | 9,37      | +1,9      | Donald Quarrie   | Jamaica              | 10 tháng 5 năm 1975 | Fresno       |       |
| 23 | 9,37+     | +0.7      | Trell Kimmons    | Hoa Kỳ               | 27 tháng 5 năm 2010 | Ostrava      | [ 3 ] |
| 23 | 9,37+     | –0,2      | Lerone Clarke    | Jamaica              | 31 tháng 5 năm 2011 | Ostrava      | [ 2 ] |

### Nữ
| XH | Thời gian | Gió (m/s) | Vận động viên            | Quốc tịch    | Ngày                | Địa điểm    | Nguồn  |
| -- | --------- | --------- | ------------------------ | ------------ | ------------------- | ----------- | ------ |
| 1  | 9,91+     | +1,1      | Veronica Campbell-Brown  | Jamaica      | 31 tháng 5 năm 2011 | Ostrava     | [ 2 ]  |
| 2  | 10,15     | trong nhà | Heike Drechsler          | Đông Đức     | 1987                |             | [ 5 ]  |
| 3  | 10,21     | trong nhà | Silke Möller             | Đông Đức     | 1988                |             | [ 5 ]  |
| 3  | 10,21+    | +1,5      | Chandra Sturrup          | Jamaica      | 27 tháng 5 năm 2010 | Ostrava     | [ 3 ]  |
| 3  | 10,21+    | +1,1      | Debbie Ferguson          | Bahamas      | 31 tháng 5 năm 2011 | Ostrava     | [ 2 ]  |
| 6  | 10,22+    | +1,1      | Schillonie Calvert       | Jamaica      | 31 tháng 5 năm 2011 | Ostrava     | [ 2 ]  |
| 7  | 10,25     | trong nhà | Marita Koch              | Đông Đức     | 1985                |             | [ 5 ]  |
| 8  | 10,28+    | +1,5      | Sheri-Ann Brooks         | Jamaica      | 27 tháng 5 năm 2010 | Ostrava     | [ 3 ]  |
| 9  | 10,29     | trong nhà | Marlies Göhr             | Đông Đức     | 1980                |             | [ 5 ]  |
| 9  | 10,29     | trong nhà | Marlies Göhr             | Đông Đức     | 1983                |             | [ 5 ]  |
| 10 | 10,30+    | +1,1      | Ruddy Zang Milama        | Gabon        | 31 tháng 5 năm 2011 | Ostrava     | [ 2 ]  |
| 11 | 10,38     | nw        | Melinda Gainsford-Taylor | Úc           | 1995                |             | [ 6 ]  |
| 11 | 10,38+    | +1,1      | Barbara Pierre           | Hoa Kỳ       | 31 tháng 5 năm 2011 | Ostrava     | [ 2 ]  |
| 13 | 10,43     | trong nhà | Bärbel Schölzel          | Đông Đức     | 1984                |             | [ 5 ]  |
| 14 | 10,45+    | +1,5      | Yevgeniya Polyakova      | Nga          | 27 tháng 5 năm 2010 | Ostrava     | [ 3 ]  |
| 15 | 10,46+    | +1,1      | LaShauntea Moore         | Hoa Kỳ       | 31 tháng 5 năm 2011 | Ostrava     | [ 2 ]  |
| 15 | 10,46+    | +1,5      | Mikele Barber            | Hoa Kỳ       | 27 tháng 5 năm 2010 | Ostrava     | [ 3 ]  |
| 17 | 10,48     | trong nhà | Renate Stecher           | Đông Đức     | 1974                |             | [ 5 ]  |
| 18 | 10,49+    | +1,1      | Kateřina Čechová         | Cộng hòa Séc | 31 tháng 5 năm 2011 | Ostrava     | [ 2 ]  |
| 19 | 10,51     | trong nhà | Kerstin Behrendt         | Đông Đức     | 1989                |             | [ 5 ]  |
| 20 | 10,56+    | +1,5      | Gloria Asumnu            | Hoa Kỳ       | 27 tháng 5 năm 2010 | Ostrava     | [ 7 ]  |
| 21 | 10,59     | +0.3      | Melissa Breen            | Úc           | 21 thăng 1, 2017    | Canberra    | [ 8 ]  |
| 21 | 10,59+    | –0,1      | Inna Eftimova            | Bulgaria     | 31 tháng 5 năm 2011 | Ostrava     | [ 9 ]  |
| 23 | 10,62     | +0.5      | Cathy Freeman            | Úc           | 17 tháng 1 năm 1993 | Hobart      | [ 6 ]  |
| 24 | 10,67     | trong nhà | Heather Hunte            | Anh Quốc     | 17 tháng 2 năm 1978 | Senftenberg | [ 10 ] |
| 25 | 10,69+    | –0,6      | Lina Grinčikaitė         | Litva        | 27 tháng 5 năm 2010 | Ostrava     | [ 11 ] |